# Atrapadas
Atrapadas es una película dramática argentina de 1984, ambientada en una prisión de mujeres. En Estados Unidos se tituló Condemned to Hell. Fue dirigida por Aníbal Di Salvo, y Leonor Benedetto es la actriz principal. Fue rodada en Buenos Aires.

## Argumento
En una corrupta prisión de mujeres bajo la estrecha vigilancia de las prisioneras, existe una mafia entre las reclusas más peligrosas, guardianas deshonestas y traficantes de droga, para conseguir introducir drogas en la prisión. Silvia (Leonor Benedetto) se niega a cooperar con Susana (Camila Perissé) cuando ésta la trata de inducir en el tráfico de drogas. Por esta razón, es castigada y su hermana menor asesinada. Una noche Silvia logra escaparse de la prisión con la ayuda de otras reclusas y guardianas honestas. Una vez libre, tratará de vengarse de los traficantes de droga.

## Reparto
| - Leonor Benedetto como Silvia Tessera. - Betiana Blum como Martina Cuéllar. - Cristina Murta como celadora Luisa Galíndez. - Camila Perissé como Susana Nieto. - Mirta Busnelli como Graciela González. - Rita Terranova como Mari Carmen. - Juan Leyrado como Daniel. - Mónica Galán como celadora. - Esther Goris - Paulino Andrada - Susana Cart - Miriam Perazolo - Elvia Andreoli como Olga. | - Patricia Bermúdez - Olga Bruno - Perla Cristal como Directora. - Julio Fedel - Golde Flami como madre de Silvia. - Inés Murray como Sara Stein. - Carlos Olivieri - Adriana Parets como celadora Castellanos. - Dorys Perry como la Rusita. - Gerardo Romano - Edgardo Suárez como el Negro. - Hernán Zabala |